# Коулрейн
Коулрѐйн (на английски: Coleraine; на ирландски: Cúil Raithin) е град в северната част на Северна Ирландия. Разположен е на устието на река Бан в графство Лъндъндери на 88,5 km северозападно от столицата Белфаст. Главен административен център на графство Лъндъндери и район Коулрейн. Има жп гара от 4 декември 1855 г. Шосеен и жп транспортен възел. Населението му е 24 042 жители според данни от преброяването през 2001 г.

## Спорт
Представителният футболен отбор на града се казва ФК Коулрейн. Дългогодишен участник е в ИФА Премиършип.